# Trittico di sant'Elena
Il Trittico di sant'Elena è un'opera a olio su tavola composto da tre elementi di Jacopo Palma il Vecchio, datato presumibilmente intorno al 1524-1525 e conservato nella Pinacoteca di Brera sala XVIII.

## Storia
Il trittico è parte di un'opera composta di ulteriori tavole, sicuramente una Madonna col Bambino andata perduta. L'opera era stata commissionata per essere posta come pala dell'altare maggiore della chiesa di Santa Croce a Gerosa, in provincia di Bergamo.  L'opera, fu divisa e alienata in un periodo particolarmente difficile per la parrocchia insieme ad altri arredi, diventando le tre tavole proprietà del conte Francesco Melzi d'Eril vicepresidente della Repubblica Cisalpina. La pinacoteca milanese le ricevette in dono nel 1813. La datazione è molto incerta. secondo lo studioso Mariacher l'opera sarebbe prescrivibile come lavoro giovanile dell'artista intorno agli anni dal quindi e venti del Cinquecento, contrariamente altri preferirebbero darne la datazione intorno al 1524-1525.

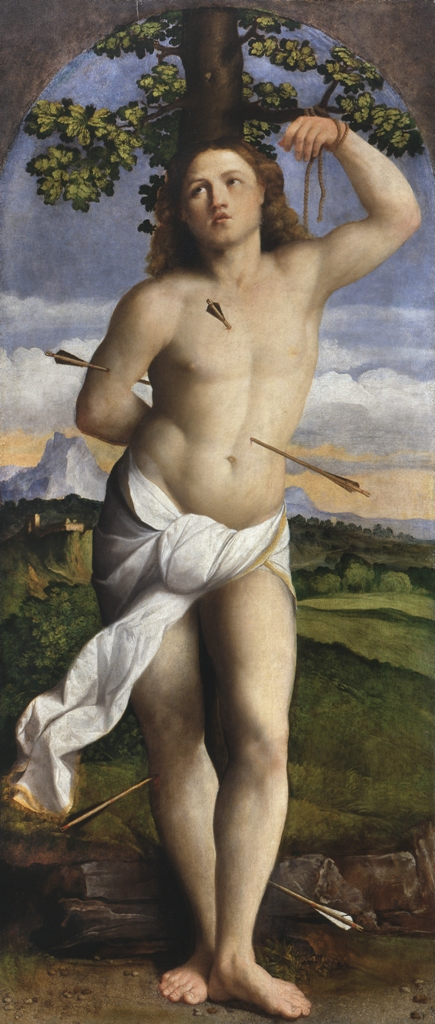
Palma il Vecchio - San Sebastiano

Le tavole furono inizialmente attribuite al Lotto per poi essere considerate opera del Palma il Vecchio dal Cavalcaselle che aveva evidenziato la vicinanza con il Polittico di Santa Barbara  e Polittico della presentazione della Vergine conservato nella chiesa di Serina. Sicuramente vi è una forte assonanza con il dipinto Ritratto di donna conservato nel Museo delle Belle Arti di Lione con la raffigurazione di San Sebastiano.

## Descrizione e stile
l trittico si compone delle tavole centinate raffiguranti:
- Santi Elena e Costantino (143x84) posta come tavola centrale e raffigura la santa con il figlio Costantino che reggono una grande croce. La raffigurazione era una chiara dedica alla chiesa della Santa Croce, in quanto si deve alla santa il ritrovamento della croce, martirio di Cristo.[3]
- San Sebastiano (143x61) raffigurato nella tavola a destra si presenta con nella tradizionale iconografia. Il martire indossa solo da un ampio perizoma i cui lembi riempiono parte della tela ed è legato all'albero frondoso. La scena si svolge in una valle lussureggiante dove è possibile scorgere in lontananza un castello e le montagne azzurre. Il pittore volle forse riproporre il paesaggio che montano che gli aveva dato i natali. Il santo volge lo sguardo in alto, questo porterebbe alla considerazione che superiore al trittico vi fosse l'immagine della Madonna col Bambino in una tavole di maggiori dimensioni.[2]
- San Rocco (153x61) posto come tavola a sinistra del trittico. Il santo nella classe veste di viaggiatore con il bastone, la borsa e il mantello, mostre la piaga presente sulla sua gamba destre e nell'atto volge lo sguardo all'osservatore. Proprio la presenza dei due santi considerati protettori degli appestati ha fatto più volte considerare che il lavoro fosse eseguito in occasione del periodo di pestilenza che aveva vissuto il territorio bergamasco negli anni 1524 e 1525.

La pinacoteca milanese conserva del medesimo artista un Adorazione dei re Magi alla presenza di sant'Elena.